# Dylan Bruce

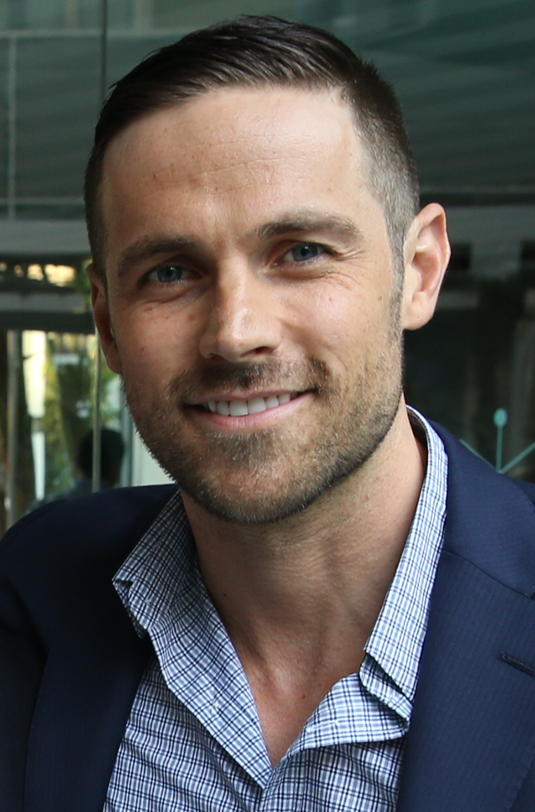
Dylan Bruce im März 2015

Dylan Bruce (* 21. April 1980 in Vancouver, British Columbia) ist ein kanadischer Schauspieler und ehemaliges Model.

## Leben
Dylan Bruce wuchs mit zwei Schwestern und einem Bruder in Vancouver und in Seattle im US-Bundesstaat Washington auf. In Seattle begann er auch mit dem Modeln. Er erwarb an der University of Washington einen Bachelor in Drama und Wirtschaftswissenschaften. Später zog er nach Los Angeles, wo er heute noch lebt.
Seine erste Hauptrolle in einer Serie, welche auch zugleich seine erste Fernsehrolle überhaupt war, war die des Martin Kail in der Mobisode 24:Conspiracy, einem Spin-off der Fox-Serie 24. Nach dieser Rolle trat er in zahlreichen Fernsehserien wie Joey, Die Sopranos, Las Vegas und CSI: NY auf. Zwischen 2007 und 2008 war er in insgesamt 100 Folgen der Seifenoper Jung und Leidenschaftlich – Wie das Leben so spielt als Chris Hughes zu sehen. 2010 folgte eine Rolle im Film Unstoppable – Außer Kontrolle. Auch verkörperte er von 2010 bis 2012 in 22 Folgen der Webserie The Bay den Brian Nelson. Von März 2013 bis Mai 2015 hatte er neben Tatiana Maslany und Jordan Gavaris eine Hauptrolle in der mehrfach ausgezeichneten Science-Fiction-Serie Orphan Black inne. Des Weiteren war er in einer wiederkehrenden Rolle als Adam Donner in der auf The CW ausgestrahlten Fernsehserie Arrow zu sehen. Eine weitere wiederkehrende Rolle hatte er auch in der Fortsetzung der Serie Heroes, Heroes Reborn, inne.

## Filmografie (Auswahl)
- 2005: 24:Conspirancy (Mobisode, 23 Folgen)
- 2005: Passions (Fernsehserie, 2 Folgen)
- 2006: Joey (Fernsehserie, 2 Folgen)
- 2006: Die Sopranos (The Sopranos, Fernsehserie, Folge 6x07)
- 2007: Las Vegas (Fernsehserie, Folge 4x16)
- 2007: CSI: NY (Fernsehserie, Folge 4x05)
- 2007–2008: Jung und Leidenschaftlich – Wie das Leben so spielt (As the World Turns, 100 Folgen)
- 2010: Unstoppable – Außer Kontrolle (Unstoppable)
- 2010–2011: The Bay (22 Folgen)
- 2011: Navy CIS (NCIS, Fernsehserie, Folge 9x08)
- 2012: Jagd auf den Totengott (Willed to Kill, Fernsehfilm)
- 2013–2016: Orphan Black (Fernsehserie, 28 Folgen)
- 2013–2014: Arrow (Fernsehserie, 8 Folgen)
- 2014: Flowers in the Attic – Blumen der Nacht (Flowers in the Attic, Fernsehfilm)
- 2014: Matador (Fernsehserie, Folge 1x01)
- 2015: Heroes Reborn (Fernsehserie, 5 Folgen)
- 2016: Motive (Fernsehserie, Folge 4x07)
- 2017–2018: Midnight, Texas (Fernsehserie, 19 Folgen)
- 2019: The Murders (Fernsehserie, 8 Folgen)
- 2021: Magnum P.I. (Fernsehserie, Folge 3x14)